# 偵探學園Q角色列表
以下為介紹《偵探學園Q》的登場角色。

## DDS
DDS（Dan Detective School、團偵探學園）由團老師所創立的偵探學園，總共有5班（Q班、A班、B班、C班、D班），以成績進行分配（會隨著學習成績調動班級），當中Q班為團老師給予其繼承人所開設的特別班（而他本人並會親自擔任授課講師）。

### Q班
Q（／），聲：緒方惠美，演員：神木隆之介、中村咲哉（童年時期）
本作主角，通稱「Q」，本名連城究（／），國中三年級生。
深綠色的頭髮和頭部頂端的白髮為其特徵。
個性樂天，而且有些好色，經常因為看見惠的「裙底風光」而被拳打腳踢，不過當遇上案件時會變得特別認真。
學業成績一般，語言能力較差，對社會發生的事物一無所知，而且又不懂游泳，但其推理能力出眾。
曾於年幼時被某犯罪集團綁架，但幸好最後被其稱為「偵探叔叔」的父親連城曉救出，其後連城曉更將其作為偵探心得的筆記本交給Q，後來Q下定決心立志成為偵探。手上戴著的錶經常無故停掉，並多次讓Q誤導正確時間。
名言和口頭禪是「如果連偵探也放棄的話，那麼案情將永遠陷入迷宮之中！」、「提示有（數字）個！」和「答案只有一個！」。不過這幾句話也不時被同伴借用，並等同本作的招牌台詞。
多次與惠有心靈交流，直到最後成為其男友。
美南惠（／），聲：桑島法子，演員：志田未來
擁有「瞬間記憶能力」的女孩，國中三年級生，也是Q班唯一的女生。
其能力獲得「國立能力開發研究所」認同，而且總是能夠幫助到Q班等人。
粉紅色頭髮和紮雙馬尾為其特徵。
個性熱心，而且對Q特別有好感，但整天會對他說：「你真的很天真！」經常穿著短裙，但有時會被Q和金太看到其「裙底風光」。
與身為大學生的姐姐茜同居。
雖然其「瞬間記憶能力」為她帶來不少痛苦（原因是當惠一目擊某些恐怖場面時，「瞬間記憶能力」會難以讓惠忘記這些場面，讓其感到懼怕），但是她仍然覺得擁有「瞬間記憶能力」是一件很偉大的事，並希望自己能夠藉此幫助到別人。
年幼時曾進入「國立能力開發研究所」，並於該處與流相識，但後來此段記憶被哈迪斯王以催眠的方式消除。直到團老師將其催眠解開後，惠才回想到過去與流相識的記憶。
多次與Q有心靈交流，直到最後成為其女友。
天草流（／），聲：遠近孝一，演員：山田涼介、櫻井遼太郎（童年時期）
「DDS」入學考試第一名，推理能力與Q不分上下，是凡事也會冷靜的天才。
頸上經常戴著一條頸飾為其特徵。
個性冷淡寡言，但有時會出現純真的一面。
動畫中流登場時正處於紐約，直至第5話才歸國，第8話加入「DDS」。
真正身份是「冥王星」首領哈迪斯王的孫子，同時也是未來的繼承人（後來揭曉並不是親生孫子，更揭露其實他是九頭龍匠的後裔）。過去曾經因爲受到深度催眠而失去年幼時的記憶，後來催眠被哈迪斯王解開。
起初流不願與Q班等人成為朋友，但後來逐漸對Q卸下心防，並且與Q交情很好，彼此信賴。於原作Vol.10（動畫第40話）中，為脫離「冥王星」的控制而開始寄居於Q家。後來當流於與哈迪斯王對決時，他選擇聯同「DDS」並肩作戰，最後成功瓦解「冥王星」。
鳴澤數馬（／），聲：川上倫子，演員：松川尚瑠輝（單發電視劇）、若葉克實（連續劇）
「鳴澤產業」的三公子，小學五年級生，年齡為Q班中最小。
經常戴著眼鏡和一頂橙色的帽子為其特徵。
家境富裕，是個天才程序員，曾經創作幾款很流行的遊戲軟件，並經常用電腦進行推理，但體能於Q班等人中最差。
個性較同齡的小孩成熟，但仍會出現小孩子的一面。
擅長解讀各種密碼，對密碼的知識非常豐富。
遠山金太郎（／），聲：石川英郎，演員：要潤
暱稱「金太」，高中生，年齡為Q班中最大。
經常瞇眼和紮馬尾為其特徵。
擁有空手道三段、柔道三段、劍道四段的資格，也得過游泳和田徑的獎項。遠山流隱術的繼承人、遠山金四郎的後裔之一、警視正的獨生子。
擁有超人般的直覺、視覺（視力4.0）、嗅覺和聽覺，但推理能力於Q班等人中最差（所以大部份推理所需要的體力活都由他負責）。
個性衝動魯莽，經常為Q班等人惹上麻煩，而且與Q一樣好色。
為了不再依賴父母的照顧，而決定搬離家園獨自一人生活，並以兼職打工為生。

### 講師
團守彥（／），聲：田中秀幸，演員：陣内孝則
「DDS」校長，亦是「DDC」（團偵探社）的創立人之一，是被日本警方允許持槍的唯一一位的偵探（使用槍械：白朗寧M1910）。
雙腳因受重傷而必須依靠輪椅代步。
因為有感時日無多而決定開辦Q班，以將自己和拍檔的信念傳續至下一代。
學生時代曾與哈迪斯王為摯友，但後來因爲信任破裂而失和。他因此而刻意告誡Q一定要相信流。
在一次偶然中看見了Q手中的偵探心得筆記，因此察覺到Q是被視為自己的接班人連城曉的獨子，後來Q的母親前去拜訪，將曉臨死前託付的戒指轉交。
最後團老師於原作最終話將被子彈分為五枚碎片的「警視廳公認偵探徽章」平均分給Q班等人後（等同承認Q班5人皆為他的繼承者），於Q班教室內安詳離世。
片桐紫乃（／），聲：久川綾，演員：鈴木砂羽（單發電視劇）
團老師的秘書，亦是「DDS」第一屆畢業生。擁有柔道及空手道二段的資格。
原作中經常隨侍於團老師左右，但曾一度被懷疑是「冥王星」的間諜。後來當團老師病重時片桐並擔任其看護，其後於團老師離世後仍以「DDC」偵探身份行動。
動畫中當片桐目睹Q、惠、金太三人解決事件的經過後，她便邀請三人參加「DDS」的入學考試。後來片桐被「冥王星」綁架，並被「冥王星」成員厄客德娜取代其身份於「DDS」擔任間諜，但片桐最後於「DDS」船隻「DD Sunrise」號中被眾人發現後才被救起。
七海光太郎（／），聲：三木真一郎，演員：山本太郎（連續劇）
「DDS」講師，亦是「DDC」的偵探，自稱「團守彥的右手」。
第一屆「DDS」畢業生之一，卻為小混混出身，年少時也常常撞板。
擁有高超的易容術，有時會喬裝跟蹤學生的任務，並且很會裝傻、搞笑。
對仙人掌有莫名其妙的愛好，經常以仙人掌的偽裝來監視學生的行動。
曾數度與「冥王星」的工作人員交手，雖曾擒拿塞伯拉斯但後來卻被其逃脫。後來七海於團老師病重時曾暫任「DDS」校長和「DDC」的領袖位置，其後當團老師過世後正式成為「DDS」的校長，並仍指導Q班。
本鄉巽（／），聲：梁田清之
「DDC」的偵探兼「DDS」講師，同時是第一屆「DDS」畢業生。
個性嚴謹，教學較嚴厲。
從小與七海維持著亦敵亦友的關係。
手上經常戴著一隻傷痕累累的手錶，Q班等人透過該點得知本鄉的實戰經驗豐富。
真木慎太郎（／），聲：成田劍，演員：東根作壽英（單發電視劇）
「DDS」監察醫生，過去曾於警視廳工作。
曾被「冥王星」綁架，並被取代其身份於「DDS」擔任間諜。
鬼首獨郎（／）
「DDS」科學班主任，自稱「骷髏頭博士」。
經常為「DDS」製作教材。
雖然個性愛捉弄人，又常有天馬行空的理念，但其實他仍有認真的一面。

### A班
雪平櫻子（／），聲：雪野五月
偵探小說作家，高二生，是團老師的姪女。
對Q班等人懷有較強的兢爭意識，但不會敵視Q班等人。
她曾於「輕井澤偶像殺人事件」中幾乎遭到「冥王星」的滅口，幸好她最後被Q班等人救起才平安無事。後來雖對Q班等人改觀，但仍不放棄進入Q班的夢想。
白峰隼人（／），聲：葛城政典
天才魔術師。
鄉田京助（／），聲：千葉進步
數學天才。
獅子戶猛（／），聲：栗山浩一
哈佛大學的畢業生，於畢業後擁有「犯罪心理博士」的頭銜。
遠矢邦子（／），聲：金田朋子，連續劇演員：田島有魅香
原為澀澤學園的學生，後來她於事件後為改變文靜的個性而化為辣妹，並入讀「DDS」，但仍未能改到其文靜的個性。
其家開設合氣道道場，而自己是合氣道高手。
對小流抱有不加掩飾的強烈好感，但是並未得到任何回應。
霧雨右近（／）
金太的兒時玩伴。
外貌雖然似笨蛋，又愛作弄人，但實際上智慧超凡，繪畫技術高超。
曾複畫九頭龍匠的幽靈畫作品「雪月花」，並得知九頭龍匠第4幅幽靈畫的存在。
後來於原作最終話加入「DDS」，卻於入學第一天因捉弄同學而遭罰留堂；但後來其成績於《PREMIUM》中超越雪平，成為A班第一名。

### B班
三郎丸豐（／），聲：飛田展男，演員：中尾明慶（單發電視劇）
擁有IQ180的東大生，智力被「國立能力開發研究所」所認同。
經常認為自己的推理能力非常卓越，但於原作和動畫中經常因為推理錯誤及自大的個性而被眾人無視。
曾為A班的吊車尾，其後於《PREMIUM》中被降至B班，同樣本鄉並提及三郎丸有跌進C班的危機。
三郎丸曾於《金田一少年之事件簿》的「煉金術殺人事件」中短暫登場。
近松蓳（／）
金太的兒時玩伴，女忍者。
對金太有好感。

## 冥王星
由哈迪斯王創立的犯罪組織，活動是協助委託人制定殺人計劃，有不直接殺人的方針。而當其工作員或委託人的行動失敗時，其另一工作員卻會對之施以催眠（有時還會在其工作員或委託人行動前施以作為雙重保險的後催眠）。每位工作員的身上也有「冥王星」的刺青標誌，而其標誌則為行星「冥王星」的惑星記號，而且許多工作員的代號則取自於神話中的人物。
哈迪斯王，聲：納谷悟朗，演員：若松武史（連續劇）
「冥王星」首領，本名「黑王星彥（／）」。九頭龍匠與黑王百合華之子（私生從母姓）。
學生時代與團老師為摯友，於兩人失和後，因正室之女遭逢意外而被認為是他故意引起的，被父親囚禁於棲龍館之一（後來Q班使用的校舍）的地下室中。但後來他利用詐死的方法逃出後創立「冥王星」。
雖然一向對著流稱為其祖父，實際上二人算是舅姪孫的關係。
Sir·卡龍
「冥王星」幹部，哈迪斯王的心腹。
長期戴著半邊陶瓷面具。
賽柏拉斯，演員：鈴木一真（連續劇）
「冥王星」幹部，本名「肯．L．貝拉羅茲」。
擅長催眠，高智商，而且擁有俊俏的外表。
為番外《冥界偵探賽柏拉斯》的主角（收錄於第20卷）。
於「雪月花殺人事件」中曾被「DDS」教師們反用其計而被捕，而於獄中賽柏拉斯並曾向前來探視其的Q班等人提供關於「DDS」内的間諜的綫索，後來風光逃獄。於「冥王星」解散時救出流，其後並解開流的父親身上的催眠術，事後並沒有再被捕獲。
後在姊妹作《金田一少年之事件簿》的系列故事《金田一37歲之事件簿》中以高遠遙一為首的犯罪集團地獄十二神之一阿瑞斯的身份登場。
其名字源自希臘神話中負責看守冥界入口的多頭犬。
Sir·阿努比斯，聲：綠川光
「冥王星」幹部（動畫原創），其角色地位取自於原作的賽柏拉斯和卡龍。
在「魔矢姬殺人事件」後，他為能夠讓流返回「冥王星」而私下委託三個綁匪綁架團老師，並將其運送到「DD Sunrise」號內囚禁，而阿努比斯更向團老師施以催眠。然而當阿努比斯與流於船上對峙時，阿努比斯便啟動船上的計時炸彈裝置。最後當團老師被眾人救走後，阿努比斯卻自願留在船上直接被炸彈炸死。
其名字源自埃及神話中的胡狼頭神。
Miss·由里繪，聲：野田順子，演員：奧貫薰（連續劇）
「冥王星」工作員。
充當流的監護人，而流並曾向Q班等人謊稱Miss由里繪是其母親。
Miss·薰，聲：茂呂田薰
「冥王星」工作員，組織內的行動派。
於「輕井澤偶像殺人事件」中曾意圖將雪平殺害，卻雪平最後及時被Q班等人救起；其後她於「幻奏館殺人事件」的行動中被本鄉識破其身份後逮捕，卻她最後於被警車護送途中被賽柏拉斯（動畫：阿努比斯）暗中施以催眠而精神失常。
後來當團老師得知解開「冥王星」催眠關鍵並向其說出解開口號後，Miss薰便立刻回復正常意識，而Miss薰同樣並向「DDS」教師們提供關於「DDS」內的間諜情報。
塔那斯特
「冥王星」幹部兼「DDS」間諜
他於真木被「冥王星」綁架後便喬裝其潛入「DDS」。
是個個性卑鄙的小人，在「超能力者殺人事件」中唆擺曾在「國立能力開發研究所」接受能力試驗的四名試驗者殺人，但最後於行動敗露後雖成功被賽柏拉斯救走，但仍被其施下催眠後下落不明。
厄客德娜，聲：羽多野渉
「冥王星」工作員兼「DDS」間諜（動畫原創）。他於片桐被冥王星綁架後便喬裝其潛入「DDS」。
後來當他聯同Q於「DD Sunrise」號內找到被阿努比斯施以催眠的團老師時卻打算取出其手槍殺害Q。但最後他仍於被Q揭穿真面目並且被突然清醒的團老師以其手槍指嚇時被Miss·由里繪殺害。
其名字源自希臘神話中的怪物之母。

## 其他角色
連城曉（／），聲：關俊彦，演員：細川茂樹（連續劇）
Q的父親，並是團老師過往的親密伙伴，與團老師一同創立「DDC」。
過去曾被認為會成為團老師接班人的優秀偵探，但他最後於與「冥王星」決鬥時為了保護團老師而殉職。
和妻子交換有福爾摩斯的對戒，並於Q年幼時曾將自己的「偵探心得手冊」交予他。
九頭龍匠
已故的神秘藝術家，對多個領域均有涉及。
據說其作品會帶來災難，而事實上許多事件也的確與其作品有所關聯。
家族方面屬於多情的類型：流的祖母春子是其正室女兒，而哈迪斯王則為私生子。
連城瑞枝（／），聲：龜井芳子
Q的母親，動畫名字改為「小百合」。
她因遵守其丈夫的約定，而不讓Q得知其身世，而且起初並因為不希望Q步上其父親的後塵，而不支持Q成為偵探。
職業為自由翻譯者，曾經於不知情的狀況下翻譯九頭龍匠的日記，但後來Q和流於事後證實則為「冥王星」的首領哈迪斯王的安排。
後來她於一次探訪團老師時從其手中取回亡夫的結婚戒指後，她並將戒指裝進護身符後給予Q。
美南茜，聲：山田美穗
惠的姐姐，大學生。
個性認真，有條不紊，卻因為惠有時會於其姐面前提起Q和流兩人的事，而經常對惠的戀情開玩笑。
遠山金三郎（／），聲：青山穰，演員：山下真司（連續劇）
金太的父親，警視正。
遠山金四郎的後裔之一。
海堂，聲：中嶋聰彥
鳴澤家的管家，擁有高超的駕駛技術。
近松庄右衛門
蓳的爺爺。
過去曾為遠山家的家臣。年幼時曾目睹九頭龍匠練習繪畫「雪月花」。而後來當Q班等人將「雪幽靈」畫作中的貂誤認為是黃鼠狼時，他卻向眾人澄清，並說出其所得知九頭龍匠於練習繪畫「雪月花」時當中的一切。
Kate，聲：田上由希子
為動畫中流仍於紐約時所結識的年幼女孩。
她於一次迷路中與流相遇，並由流陪同下回家。然而當Kate發現流已登上報紙後，她便立刻致電通知流，並要求流前往其家。後來當流到達其家時，Kate則聯同其母親以驚喜的方式恭賀流，而流同時並告知Kate其歸國的消息。最後當流離別時，Kate則以不捨的心情告別流。